# Bienville-la-Petite
Bienville-la-Petite je francouzská obec v departementu Meurthe-et-Moselle v regionu Grand Est. V roce 2013 zde žilo 30 obyvatel.

## Poloha obce
Sousední obce jsou: Bonviller, Crion, Einville-au-Jard, Jolivet, Raville-sur-Sânon a Sionviller.

## Vývoj počtu obyvatel
Počet obyvatel